# شهریارک حنایی
شهریارک حنایی (نام علمی: Monarcha rubiensis) نام یک گونه از تیره مگس‌گیر شهریار است.